# Процена утицаја рударења на животну средину
Законом о процени утицаја на животну средину (Сл.гл.РС бр.135/04) прописано је да се извођењу пројекта не може приступити без спроведеног плана за процену утицаја на животну средину и добијене сагласности.

## Студија о процени
Студија о процени је саставни део техничке документације потребне за добијанње одобрења за почетак извођења радова. Основне нацрте ове студије (предвиђене мере заштите, оцена изводљивости, оправданост) пројектант уводи у Главни рударски пројекат.

## О закону
Крајем 2004. године, Народна скупштина доноси Закон о процени утицаја на животну средину (Службени гласник РС, бр 135/2004). Овим законом Србија усклађује регулативе о заштите животне средине са регулативама Европске уније.
Циљ је обједињавање Закона о рударству и Закона о саштити животне средине.

### Члан1
Овим законом уређује, се поступак процене утицаја за пројекте који могу имати знацајне утицаје на животну средину, Садржај Студије о процени утицаја на животну средину, учешће заинтересованих органа и организација ја јавности, прекогранично обавештавање за пројекте који могу имати знацајне утицаје на животну средину друге државе, -надзор и друга питања од значаја за процену утицаја на животну средину.
Одредбе на овој закона Не примењују се на проекти намењене Одбрани земље.

### Члан 6
Поступак процене утицаја састоји се од следећих Фаза:
1) одлучивање о потреби процене утицаја за пројекте из члана 4. став 1. тачка 2) овог закона;
2) одређивање обима и садржаја студије о процени утицаја;
3) одлучивање О давању сагласности на Студију О процени утицаја.
Одредбе на овој закона Не примењују се на проекти намењене Одбрани земље